# 麥克羅深海鰩
麥克羅深海鰩（學名：Bathyraja macloviana），為軟骨魚綱鰩目單鰭鰩科深海鰩屬的一種，分布於西南大西洋阿根廷及烏拉圭海域，棲息在深海沙泥底質海域，為底棲性魚類，卵生，雌魚會產下帶有角的卵囊，屬肉食性，生活習性不明。